# Kubaryiellus kubaryi
Kubaryiellus kubaryi é uma espécie de gastrópode  da família Charopidae.
É endémica de Micronésia.